# Samai
Samai (kinesiska: 萨麦, 萨麦苏木) är en socken i Kina. Den ligger i den autonoma regionen Inre Mongoliet, i den norra delen av landet, omkring 700 kilometer nordost om regionhuvudstaden Hohhot. Antalet invånare är 3434. Befolkningen består av 1 570 kvinnor och 1 864 män. Barn under 15 år utgör 12,0 %, vuxna 15-64 år 85 %, och äldre över 65 år 2,0 %.
Genomsnittlig årsnederbörd är 391 millimeter. Den regnigaste månaden är juni, med i genomsnitt 90 mm nederbörd, och den torraste är februari, med 4 mm nederbörd.